# Veräjämäki

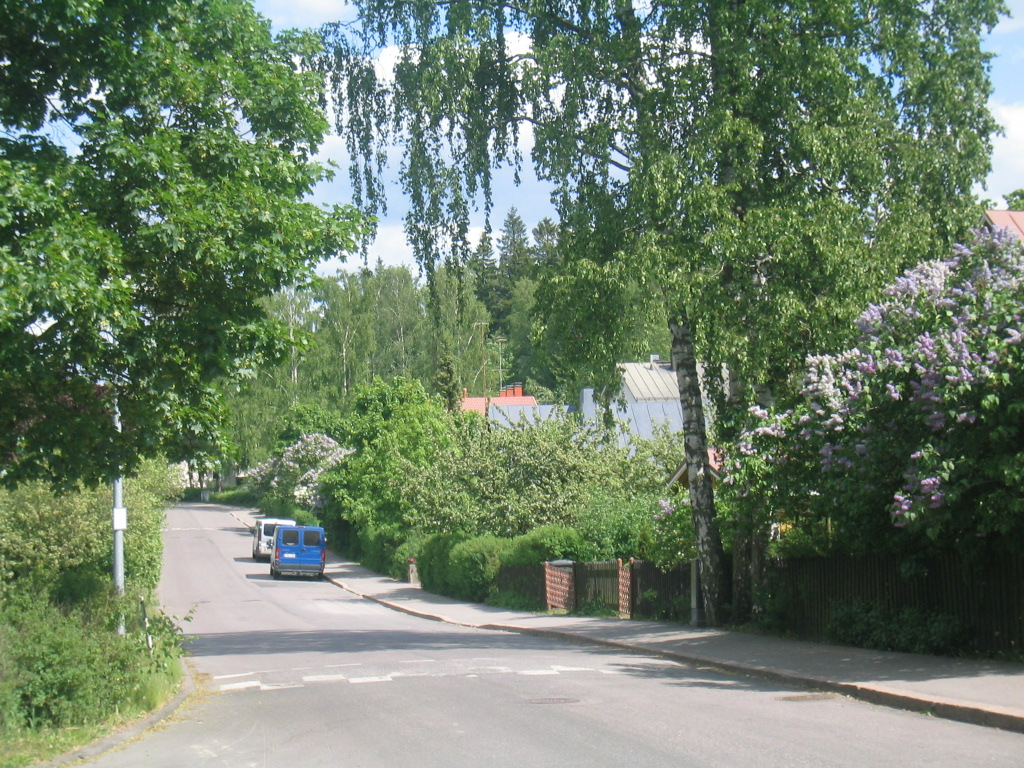
Rue à Veräjämäki, 2008.

Veräjämäki (en suédois : Grindbacka) est une section du quartier Oulunkylä de Helsinki.

## Description
Veräjämäki a une superficie de 1,2 km2, sa population s'élève à 2 846 habitants(1.1.2009) et il offre 516 emplois (31.12.2005).

## Galerie

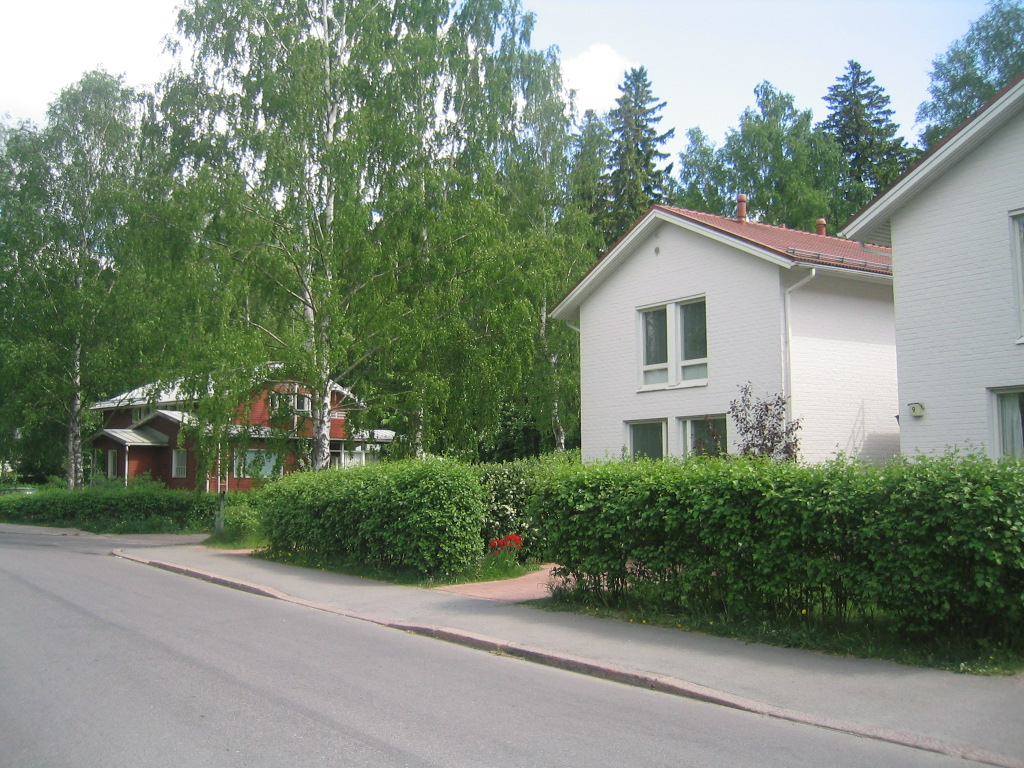
Chemin Pikkukoskentie.